# Carolin Millner
Carolin Millner (* 1984 in Halle (Saale)) ist eine deutsche Theaterregisseurin und Autorin.

## Leben
Nach dem Mauerfall zog Millner als Kind mit ihrer Familie nach Berlin. Sie absolvierte zunächst ein Studium der Dramaturgie und Soziologie an der Universität München. Anschließend studierte sie Regie an der Hochschule für Musik und Darstellende Kunst Frankfurt am Main und sammelte praktische Erfahrungen durch Assistenzen an verschiedenen Bühnen. Seit 2016 ist sie als freischaffende Theaterregisseurin tätig. Außerdem zählt sie zu den Mitbegründerinnen von studioNAXOS und ist Teil der Gruppe Eleganz aus Reflex.

## Wirken
Millners Theaterarbeit ist von einer Verknüpfung aus dokumentarischem Material und erzählerischen Elementen geprägt, durch die historische Zusammenhänge gegenwärtig reflektierbar gemacht werden. Zu ihren bekanntesten Inszenierungen zählt das Stück Was bleibt: Das Leben der Familie Cohn am Anhaltischen Theater Dessau, in dem sie die Geschichte einer jüdischen Bankiersfamilie aus dem 19. Jahrhundert in den Kontext heutiger Antisemitismus-Debatten stellt. Mit dieser Inszenierung verfolgte sie das Ziel, Vorurteile abzubauen und insbesondere ein junges Publikum für die Bedeutung historischer Bildung zu sensibilisieren. Dabei greift sie auf die Recherche von Quellenmaterial zurück, um jüdisches Leben in Dessau sichtbar zu machen und ein Bewusstsein für gesellschaftliche Verantwortung zu fördern.
Neben der Auseinandersetzung mit jüdischer Geschichte und Antisemitismus widmet sich Millner auch der Aufarbeitung deutscher Vergangenheit, etwa in dem mehrteiligen Theaterprojekt Rot oder tot, das sich anlässlich des Jubiläums zum Mauerfall mit der DDR-Geschichte befasst. In diesem Projekt hinterfragt sie die Möglichkeiten einer demokratischeren Ausrichtung des Sozialismus in der DDR und die Komplexität von Opposition und Anpassung innerhalb der Diktatur. Durch ihre Regiearbeit in verschiedenen Projekten und Kontexten zielt Millner auf die Eröffnung von Räumen für kritische Reflexionen über Vergangenes, um dadurch das Verständnis für aktuelle gesellschaftliche Fragen zu vertiefen.